# Deroceras tarraceuse
Deroceras tarraceuse es una especie de molusco gasterópodo de la familia Agriolimacidae en el orden de los Stylommatophora.

## Distribución geográfica
Es  endémica de España. 